# Júlia Balbil·la
Júlia Balbil·la (en grec: Ἰουλία Βαλβίλλα, 72 - després del 130) fou una poeta i noble romana. Mentre era a Tebes, de viatge per Egipte formant part de la cort imperial d'Hadrià, va escriure tres epigrames que han sobreviscut.

## Biografia
La família de Júlia Balbil·la estava relacionada amb la família reial del Regne de Commagena, un principat d'Anatòlia, ara a Turquia, que fou ocupat per l'Imperi romà. A més a més d'elements egipcis i grecs, l'ascendència de Júlia Balbil·la incloïa tenia arrels armènies, medes, sirianes i selèucides. Fou la segona filla de Gai Juli Arquelau Antíoc Epífanes i Clàudia Capitolina, una dona grega d'Alexandria. El seu germà major fou Gai Juli Antíoc Epífanes Filopap, un dels primers individus d'ascendència oriental que esdevingué cònsol a Roma.
L'àvia paterna de Clàudia Capitolina era Aka II de Commagena, besneta d'Antíoc I de Commagena. El pare de Júlia fou el primogènit d'Antíoc IV de Commagena i Júlia Iotapa de Commagena. Tant Antíoc IV com Iotapa eren descendents d'Antíoc I.
L'avi matern de Júlia Balbil·la, de qui va rebre el nom, fou Tiberi Claudi Balbil·lus, un grec d'ascendència egípcia que era astròleg i erudit. Esdevingué un dels magistrats de més alt rang de l'ordre eqüestre. Fou prefecte d'Egipte del 55 al 59. Balbil·lus i el seu pare, Trasil de Mendes, gramàtic i astròleg, foren amics dels primers emperadors romans, Tiberi, Claudi i Vespasià.
Els avis paterns de Balbil·la, Antíoc IV de Commagena i Júlia Iotapa foren governants titelles sota Roma. Júlia Balbil·la va nàixer i créixer a Roma a la casa del seu avi patern. Abans de nàixer ella, Vespasià havia ordenat a Antíoc IV que abdicàs del tron, ja que ell i el seu germà, Cal·línic, foren acusats de conspirar amb el Regne de Pàrtia contra Roma. Vespasià donà a Antíoc IV ingressos suficients per a una vida luxosa a Roma. Això va permetre que  Balbil·la i el seu germà rebessen una educació grega tradicional. Més tard, la família se n'anà a Atenes, on el pare de Balbil·la va morir l'any 92. La seua mare va tornar a Alexandria, on es casà amb Marc Junius Rufus, un polític romà. Balbil·la va viure amb ella durant un temps i després tornà a casa de son germà, Filopap, a Atenes.
Filopap esdevingué senador i va servir com a cònsol fins a l'any 109. Quan aquest va morir l'any 116, Júlia Balbil·la li va construir un monument funerari, el Monument a Filopap, al sud-oest de l'Acròpolis d'Atenes. Més tard, es va casar amb un aristòcrata d'Atenes, però no tingueren fills.

## Epigrames

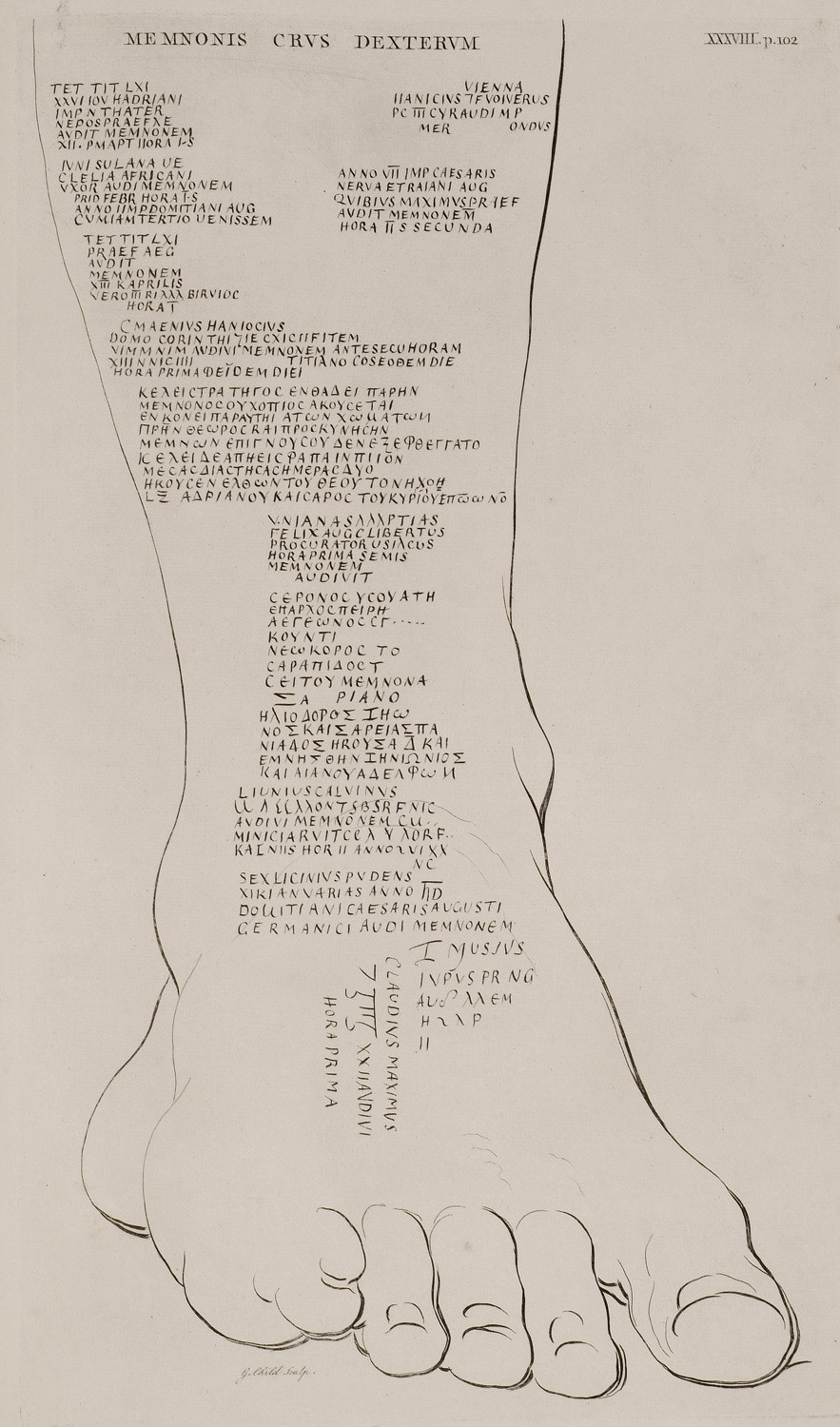
La cama dreta de Mèmnon

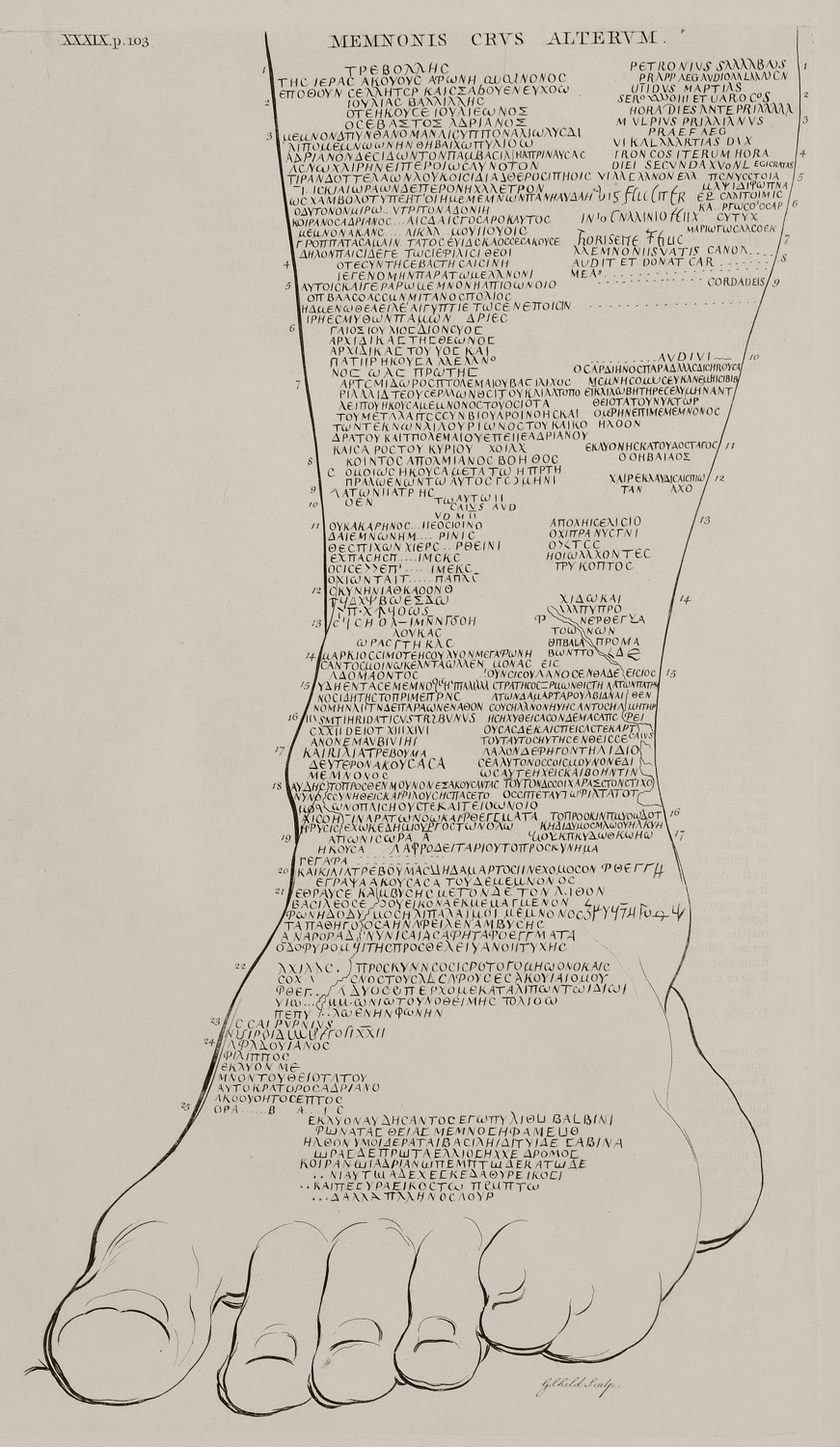
La cama esquerra de Mèmnon

Júlia Balbil·la fou amiga d'Hadrià i de la seua esposa, Víbia Sabina. L'any 129, els va acompanyar a la Vall dels Reis d'Egipte.  Balbil·la va rebre l'encàrrec de registrar la visita. Va inscriure tres epigrames en grec eòlic, coneguts com Epigrammata, a les cames dels colossos de Mèmnon. Estan composts en dístics elegíacs i en una llengua que imita el lèsbic de Safo.
L'estàtua potser li recordà a Balbil·la les escultures del Nemrut i el mausoleu del seu avantpassat, Antíoc I de Commagena, a la descendència del qual fa referència en els seus poemes. Els epigrames eren inscripcions públiques en honor a la família imperial romana, que recorden els actuals grafits. Tenen elements d'enginy, història i mitologia escrits en to homèric, amb metàfores i figures retòriques. Inspirant-se en Safo, Balbil·la també empra temes lírics tradicionals: l'amor per les cançons i el gust per les Muses.
El primer i el segon epigrama expliquen la història d'un rei mític d'Etiòpia, Mèmnon, assassinat per Aquil·les a Troia, i a qui Zeus feu immortal. Balbil·la no es dirigeix pas a Mèmnon, sinó que afalaga a Hadrià i Sabina. Dedica el tercer epigrama als seus pares i avis i al seu llinatge. El quart epigrama, en cobles elegíaques, titulat i potser escrit per un tal "Demo" o "Damo", és una dedicatòria a les Muses. El poema es publica tradicionalment amb les obres de Júlia Balbil·la, tot i que la evidència interna n'indica una autoria diferent. En el poema, Demo explica que Mèmnon li ha demostrat un respecte especial. A canvi, Demo ofereix el regal de la poesia a l'heroi. Al final de l'epigrama, es dirigeix a Mèmnon, i en remarca l'estatus diví, per la força i santedat. L'evidència interna a la cama de Mèmnon suggereix que el poema fou escrit l'any 196 o després.
| «                   | A List of Women | » |
| — s. n., Sententiae |                 |   |